# Mogyorósbánya
Mogyorósbánya là một thị trấn thuộc hạt Komárom-Esztergom, Hungary. Thị trấn này có diện tích 7,32 km², dân số năm 2010 là 870 người, mật độ 119 người/km².